# Joseph Paulo
Joseph Paulo (* 2. Januar 1988 in Auckland) ist ein neuseeländischer Rugby-League-Spieler, der für die Parramatta Eels in der NRL spielt. Er spielt normalerweise als Zweite-Reihe-Stürmer, er kann aber auch auf anderen Positionen eingesetzt werden. Er hat sowohl für die samoanische als auch für die US-amerikanische Nationalmannschaft gespielt.

## Leben und Karriere
Paulo wurde in Auckland geboren und besuchte das Patrician Brother’s College in Blacktown, einem Vorort von Blacktown City in Sydney. Er stammt aus Amerikanisch-Samoa und ist deswegen für die samoanische und für die US-amerikanische Nationalmannschaft spielberechtigt. Er ist außerdem ein Spieler der Australian Schoolboys.
Er spielte zunächst bei der Juniorenmannschaft St. Clair Comets und begann 2008 seine NRL-Karriere bei den Penrith Panthers. 2011 wechselte er zu den Parramatta Eels.
Mit Samoa nahm er an der Rugby-League-Weltmeisterschaft 2008 und dem Pacific Cup 2009 teil.
2011 wechselte er zu den USA und nahm mit ihnen an der Qualifikation für die Rugby-League-Weltmeisterschaft 2013 teil. Nach erfolgreicher Qualifikation nahm er als Kapitän an der WM teil.